# Флуг, Карнит
Карни́т Флуг (вар. — Флюг; род. 9 января 1955, Польша) — израильский экономист, банкир.
Когда ей было три года, семья репатриировалась в Израиль. Её отец Ной Флюг был председателем головной организации переживших Холокост в Израиле.
Окончила Еврейский университет, где в 1980 году получила степень магистра экономики. Степень доктора философии по экономике получила в Колумбийском университете в США (1985).
С 1984 по 1988 гг. работала экономистом Международного валютного фонда (МВФ) в Вашингтоне. По возвращении в Израиль работала в научно-исследовательском отделе Центрального банка и затем в Межамериканском банке развития (1994—1996).
С 1997 года вновь работает в Центробанке, в 2001 г. возглавила его исследовательский отдел. С июля 2011 года заместитель управляющего, с 30 июня 2013 года — когда Стэнли Фишер ушёл в отставку — и. о. главы ЦБ. Покидая свой пост, он заявил, что считает её наиболее подходящей своей преемницей. Однако глава правительства Биньямин Нетаньяху на протяжении нескольких месяцев пытался подыскать другого кандидата.
В октябре 2013 года её кандидатура была выдвинута на должность управляющего Центробанка (ЦБ) Израиля. 27 октября 2013 года кабинет министров Израиля единогласно утвердил доктора Карнит Флуг управляющей Банком Израиля, она стала первой в истории Израиля женщиной, занявшей эту должность.
После завершения каденции её на этом посту заменил профессор Амир Ярон.
Замужем, двое детей. Муж — декан экономического факультета Еврейского университета.